# Dietmar Schwalke

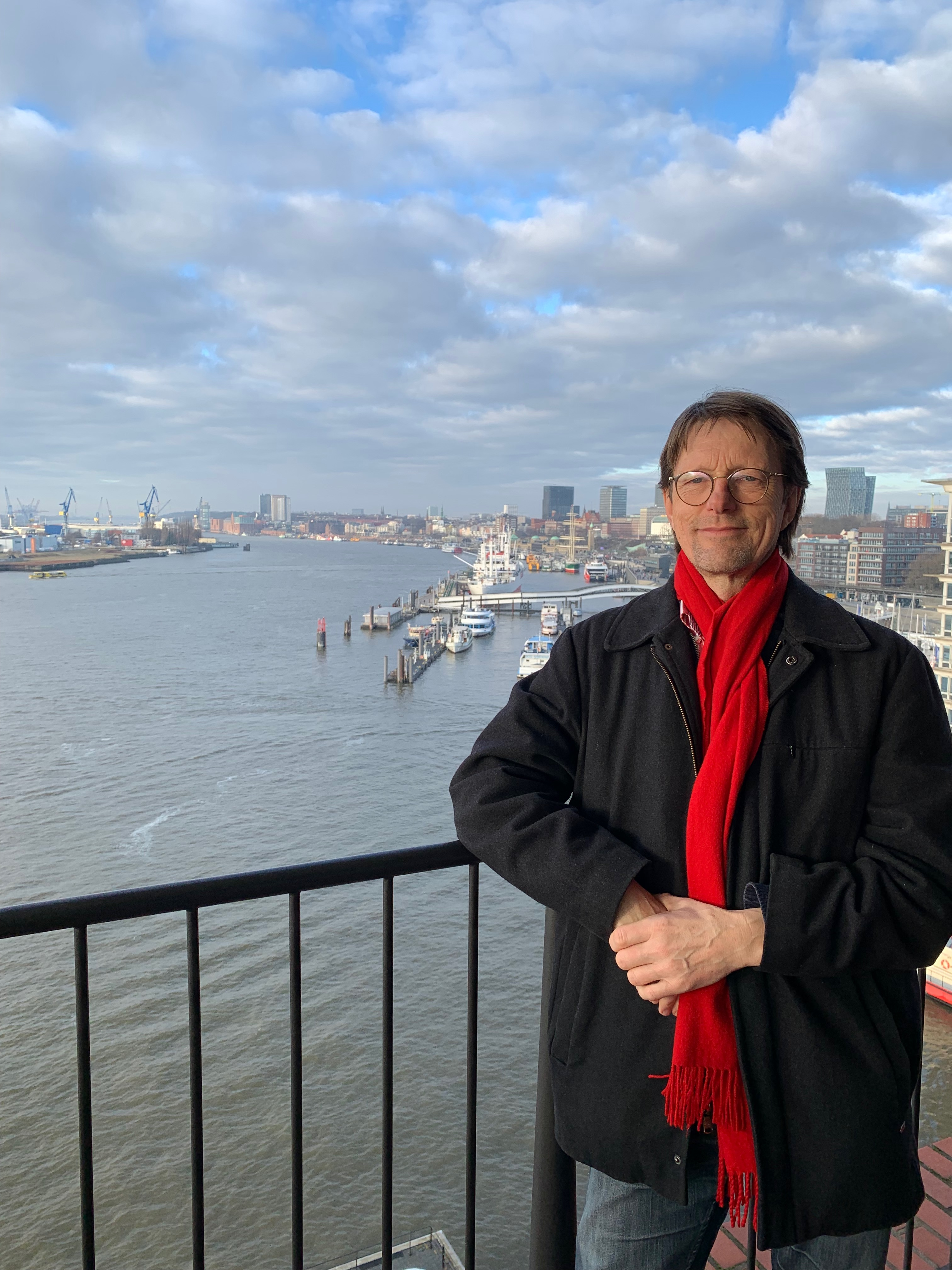
Dietmar Schwalke in Hamburg, Januar 2023

Dietmar Schwalke (* 21. August 1958 in Pinneberg) ist ein deutscher Cellist und Mitglied der Berliner Philharmoniker.

## Biographie
Dietmar Schwalke wuchs in Pinneberg und Hamburg auf. 1974 wurde er im Alter von 16 Jahren als Jungstudent an der Hamburger Musikhochschule in die Cello-Klasse von Arthur Troester aufgenommen. Mit 19 Jahren wechselte er zu Wolfgang Böttcher an die Hochschule der Künste Berlin, die heutige Universität der Künste Berlin. Er ergänzte seine Studien bei dem französischen Cellisten Pierre Fournier.
Dietmar Schwalke war u. a. Stipendiat des Deutschen Musikwettbewerbs (1980) und Preisträger der 26. Bundesauswahl Konzerte Junger Künstler (1982). Sein Debüt gab er 1981 in der Berliner Philharmonie mit dem Cellokonzert von Robert Schumann mit dem heutigen Deutschen Symphonie Orchester Berlin, seinerzeit Radio-Symphonieorchester Berlin.
Dietmar Schwalke war sieben Jahre lang (von 1983 bis 1989) Mitglied des Kreuzberger Streichquartetts Berlin, welches ihn auf alle wichtigen europäischen Musikpodien führte. Gleichzeitig hatte er an der Universität der Künste einen Lehrauftrag für Violoncello und eine Gastdozentur für Kammermusik inne.
Seit Januar 1994 ist Dietmar Schwalke Mitglied bei den Berliner Philharmonikern. Innerhalb des Orchesters gehört er verschiedenen Kammermusikformationen an, wie z. B. den 12 Cellisten. Im April 2009 trat Dietmar Schwalke dem Philharmonia Quartett Berlin bei, das sich aus Mitgliedern der Berliner Philharmoniker zusammensetzte und insgesamt über 30 Jahre, bis zum März 2019 weltweit konzertierte.
In den letzten Jahren hat sich Dietmar Schwalke zunehmend mit alter Musik und deren Aufführungspraxis auseinandergesetzt.

## Instrument
Dietmar Schwalke spielt ein französisches Violoncello aus der Ecole Honoré Derazey von 1850.

## Diskografie

### Classic Studio Berlin (zwischen 1982 und 1985)
- Johannes Brahms: Cellosonate F-Dur op.99; Franz Schubert: Arpeggionesonate a-moll D 821.
- Ludwig van Beethoven: Cellosonate A-Dur op.69; Felix Mendelssohn Bartholdy: Cellosonate D-Dur.
- Ludwig van Beethoven: Trio für Klavier, Klarinette und Violoncello B-Dur op.11; Johannes Brahms: Trio für Klarinette, Violoncello und Klavier a-moll op.114.
- Johann Sebastian.Bach: Suite für Violoncello solo d-moll BWV 1008; Suite für Violoncello solo c-moll BWV 1011.
- Richard Strauss: Cellosonate F-Dur op.6; Robert Schumann: Fantasiestücke für Violoncello und Klavier op.73; Claude Debussy: Cellosonate d-moll; David Popper: Elfentanz; Dietmar Schwalke: Violoncello; Jonathan Alder, Klavier; Seiki Shinohe, Klarinette.

### CPO Digital Recording (1986)
- Aribert Reimann: Unrevealed für Bariton und Streichquartett. Richard Salter, Bariton; Kreuzberger Streichquartett Berlin

### ECM New Series (1995)
- Musik von Arvo Pärt „Spiegel im Spiegel“ auf der CD „Alina“ Dietmar Schwalke, Alexander Malter

### Nimbus Records (1999)
- Richard Strauss: Metamorphosen & Capriccio Sextett; A.Schönberg: Verklärte Nacht (mit dem Brandis Quartett)

### Ahl Classics (1999)
- Sergei Rachmaninow: Trio Élégiaque op.9 pour Piano, Violon et Violoncelle. Vincent-Trio: Christian Stadelmann, Dietmar Schwalke, Alexander Malter

### Senator (2008)
- Fireflies in the garden – Filmmusik von Javier Navarrete. Vincent-Trio: Christian Stadelmann, Dietmar Schwalke, Alexander Malter

### Aufnahmen mit den 12 Cellisten
- Southamerican Getaway (2000) EMI (mit Juliane Banse)
- Round Midnight (2002) EMI (mit Till Brönner)
- As time goes by (2004) EMI (mit Till Brönner und Max Raabe)
- Angel Dances (2006) EMI (mit Jocelyn B. Smith, Rundfunkchor Berlin, Markus Stockhausen)
- Fleur de Paris (2010) EMI
- DVD Anniversary Concert (2012) EuroArts
- Hora Cero (2016) SONY

### Aufnahmen mit dem Philharmonia Quartett Berlin
- Beethoven Streichquartette op.59 und op.74 (Thorofon 2013)
- Brahms Sämtliche Streichquartette (Thorofon 2015)

## Bearbeitung
- Arvo Pärt: Fratres für Violoncello und Klavier bei Universal Edition (ue 19 563)